# Passaporto vaticano
Il passaporto vaticano è un documento rilasciato ai cittadini vaticani per effettuare viaggi all'estero.

## Caratteristiche del passaporto vaticano
La cittadinanza vaticana è concessa ai residenti in Vaticano (il Vaticano è l'unico Stato al mondo che correla la cittadinanza alla residenza), alle persone che svolgono servizi nello Stato ed al proprio coniuge (tranne se il matrimonio è annullato dalla Sacra Rota, oppure i due coniugi sono separati) e ai figli di cittadini vaticani sposati. La cittadinanza vaticana è riconosciuta nei Patti Lateranensi.
Al 31 dicembre 2005, 558 persone avevano il passaporto vaticano, di cui 246 avevano la doppia cittadinanza (in maggioranza italiana). L'articolo 9 del Trattato del Laterano assicura che in caso di perdita della cittadinanza vaticana, ove non si abbia cittadinanza di altro Paese, si acquista automaticamente la cittadinanza italiana.
Papa Francesco aveva passaporto argentino. 
I 558 cittadini col passaporto vaticano sono così suddivisi:
- il Papa;
- 58 Cardinali;
- 293 membri del clero che servono come inviati diplomatici all'estero (nunzi apostolici);
- 62 appartenenti al clero che lavorano all'interno del Vaticano;
- 101 ufficiali, sottufficiali, e gli uomini della Guardia Svizzera;
- 43 laici.

## Italia
L'Italia non richiede il passaporto per andare nella Città del Vaticano ed analogamente la Città del Vaticano non richiede il passaporto per andare in Italia. Il Papa, in quanto capo di Stato, non necessita di passaporto.

## Paesi per i quali non è necessario il visto
I titolari di un passaporto vaticano non hanno necessità di visto per viaggiare nei paesi elencati:
Europa
- Associazione europea di libero scambio (AELS)
- Unione europea
- San Marino

America
- Canada[1]

Medioriente
- Emirati Arabi Uniti

## Persone a cui è stato ritirato il passaporto vaticano
- Emmanuel Milingo, revocato nell'ottobre 2007